# 瓦爾考斯

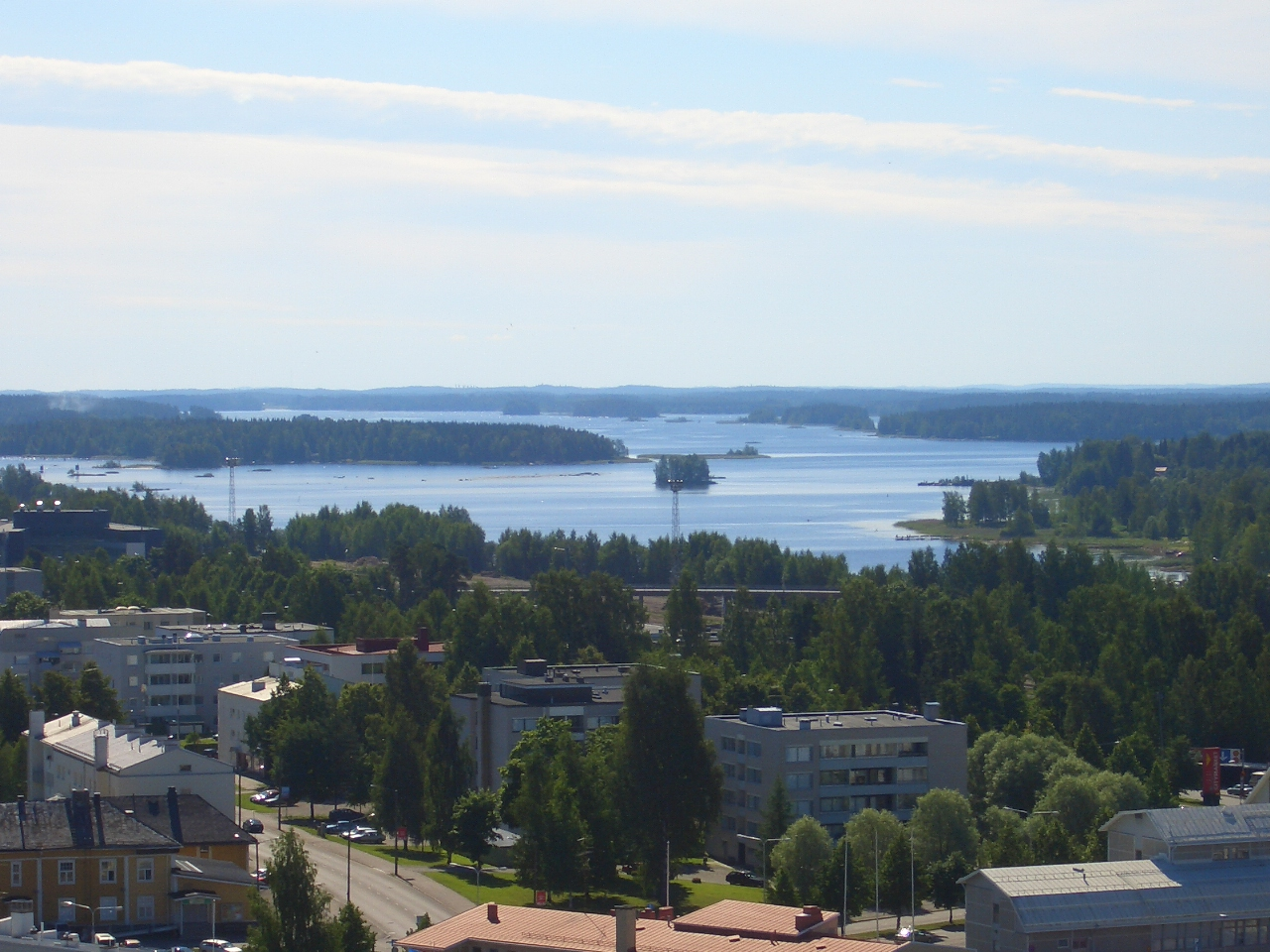

瓦爾考斯是芬蘭的城鎮，位於該國東部，由北薩沃尼亞區負責管轄，面積524.49平方公里，2012年人口22,587，其中約98%居民的母語是芬蘭語。2023年人口為19,718人。

## 外部連結
- Town of Varkaus （页面存档备份，存于） – Official website